# Бадалона
Бадалона је град у аутономној покрајни Каталонија у Шпанији и представља индустријски град који лежи на обали. Са јужно смештеном Барселоном срастао је 1. новембра 2001. године. У овом граду смештена је индустрија нафте и челика.

## Становништво
Према процени, у граду је 2008. живело 215.329 становника.

| 1981.   | 1989.   | 1991.   | 2001.   | 2002.   |
| ------- | ------- | ------- | ------- | ------- |
| 229.780 | 218.725 | 218.725 | 205.836 | 205.836 |

## Партнерски градови
- Валпараисо